# Hrabstwo Tripp
Hrabstwo Tripp (ang. Tripp County) – hrabstwo w stanie Dakota Południowa w Stanach Zjednoczonych. Obszar całkowity hrabstwa obejmuje powierzchnię 1617,40 mil² (4189,05 km²). Według szacunków United States Census Bureau w roku 2009 miało 5541 mieszkańców.
Hrabstwo powstało w 1873 roku. Na jego terenie znajdują się następujące gminy (townships): Banner, Beaver Creek, Black, Brunson, Bull Creek, Carter, Condon, Curlew, Dog Ear, Elliston, Holsclaw, Huggins, Ideal, Irwin, Jordan, Keyapaha, King, Lake, Lamro, Lincoln, Lone Star, Lone Tree, McNeely, Millboro, Mosher, Pahapesto, Pleasant Valley, Pleasant View, Progressive, Rames, Rosedale, Roseland, Star Prairie, Star Valley, Stewart, Sully, Taylor, Valley, Weaver, Willow Creek, Wilson, Witten, Wortman, Wright.

## Miejscowości
- Colome
- Hamill (CDP)
- New Witten
- Winner